# 会通河
會通河是金朝開鑿的一條運河，全長250多公里，最初南起山東梁山安山西南，北至臨清。後將會通河以南至徐州一段的濟州河以及泗水也稱為會通河。運河上共有三十一個水閘。
明朝初年，會通河三分之一的河段因淤塞無法通航。明成祖永樂九年（1411年），明成祖下令工部尚書宋禮疏通會通河，會通河首要問題為水源不足，宋禮採用汶上县农民、民夫队长白英的建議，修築埋城與戴村坝，橫截汶水向南，經河面最高端汶上县南旺分水，流入運河，且使黃河不會影響漕運。再由南旺北流入卫河、设水闸，南流至济宁、经水闸通淮泗。
後來南段再次淤塞。隆慶、萬歷年間，運河南段河道遷至昭陽湖以東，昭陽湖以西的舊南段河道廢棄。清朝時會通河又被視為鲁运河的一段。清朝末年，會通河僅剩濟寧以南尚可通航。